# Unterwegsbedienungsverbot
Das Unterwegsbedienungsverbot ist eine Vorschrift des deutschen Personenbeförderungsgesetzes (PBefG). Bis zur Novelle des PBefG 2013 betraf sie das Verbot, bei Ausflugsfahrten unterwegs Reisende aufzunehmen. Mit der Novellierung wurde das Verbot für Ausflugsfahrten aufgehoben, dafür neu ein Unterwegsbedienungsverbot für Fernbusverkehre nach § 42a PBefG eingeführt.

## Unterwegsbedienungsverbot bis 2013
Das Unterwegsbedienungsverbot stammte aus den Anfangszeiten der Deutschen Reichsbahn. Diese hatte damals ein Beförderungsprivileg. Daher wurde für Busse auf Ausflugsfahrten und Ferienziel-Reisen ein Unterwegsbedienungsverbot eingeführt.
Dieses Verbot besagte, dass alle Teilnehmer einer solchen Reise von einem Ausgangspunkt (bzw. mehreren dicht beieinander liegenden Einstiegsstellen) zum gleichen Reiseziel zu befördern waren und an den Ausgangspunkt der Reise zurückbefördert werden mussten. Auch auf der Rückreise durften nur Reisende befördert werden, die der gleiche Unternehmer zum Reiseziel gebracht hatte.
Das eigentliche Verbot wurde in § 48 Abs. 3 des Personenbeförderungsgesetzes geregelt. Dort wurde folgendes festgelegt:

„(3) Es ist unzulässig, unterwegs Fahrgäste aufzunehmen. Dies gilt nicht für benachbarte Orte oder in ländlichen Räumen für bis zu 30 km voneinander entfernte Orte.“

Das Unterwegsbedienungsverbot bedeutete also, dass auf solchen Reisen keine dem normalen Linienverkehr ähnlichen Tätigkeiten durchgeführt werden durften. Umgekehrt entfiel allerdings auch die Beförderungspflicht, die im Linienverkehr besteht.
Mit der Novellierung des PBefG zum 1. Januar 2013 entfiel der Absatz 3 des § 48 und damit auch das Unterwegsbedienungsverbot für Ausflugsfahrten.

## Unterwegsbedienungsverbot ab 2013
Ein wesentlicher Aspekt des neu gefassten PBefG war die Liberalisierung des deutschen Fernbusverkehrs, der hier bislang parallel zum Schienenpersonenfernverkehr nicht zulässig war. Zum Schutz der als Leistung der Daseinsvorsorge im Öffentlichen Personennahverkehr erbrachten Verkehrsleistungen wurde ein entsprechendes Bedienungsverbot für Relationen aufgenommen, auf denen SPNV-Leistungen durch die Aufgabenträger finanziert werden oder deren Entfernung kleiner als 50 km ist. Mit dem geänderten PBefG wurde dies als neue Regelung im § 42a verankert:

„Personenfernverkehr ist der Linienverkehr mit Kraftfahrzeugen, der nicht zum öffentlichen Personennahverkehr im Sinne des § 8 Absatz 1 und nicht zu den Sonderformen des Linienverkehrs nach § 43 gehört. Die Beförderung von Personen zwischen zwei Haltestellen ist unzulässig, wenn
1. der Abstand zwischen diesen Haltestellen nicht mehr als 50 km beträgt oder
2. zwischen diesen Haltestellen Schienenpersonennahverkehr mit einer Reisezeit bis zu einer Stunde betrieben wird.“

Das Verbot kommt auch dann zum Tragen, wenn die Haltestellen des vorgesehenen Fernbusverkehrs nicht jeweils am Bahnhof oder Haltepunkt des SPNV, sondern in dessen Einzugsbereich eingerichtet werden. Auf Antrag von Busunternehmen kann die Klausel aufgehoben werden, wenn keine nennenswerte Beeinträchtigung vorhandener Nahverkehrsangebote zu erwarten ist oder solche gar nicht vorhanden sind. Reisende, die weitergehende Fahrausweise erworben haben, diese aber für einen Ausstieg an einem dem Unterwegsbedienungsverbot von ihrer Starthaltestelle unterliegenden Ziel nutzen, können allerdings nicht am Ausstieg gehindert werden.